# Pierre Ducros
Pour les articles homonymes, voir Ducros.
Pierre Ducros, né le 17 mai 1900 à Jarnac (Charente) et mort le 10 octobre 1982 à Bordeaux, est un pasteur protestant français.

## Biographie
Pierre Ducros naît le 17 mai 1900 à Jarnac dans une famille protestante. Son père, Matthieu-A Ducros, né en 1869 à Nîmes et mort en 1907 à Jarnac, est pasteur de la communauté. Pendant l'Affaire Dreyfus, Matthieu-A Ducros défend publiquement le capitaine juif et s'engage dans la Ligue des droits de l'homme. Du 24 au 26 octobre 1906, il accueille au temple de Jarnac une assemblée de 130 pasteurs et laïcs qui souhaite la réunification des Églises réformées en France, déchirées entre les courants du protestantisme libéral et du Réveil protestant francophone. Sous la direction du pasteur Wilfred Monod, de Rouen, se forme l'« Union national des Églises réformées », appelé « Union de Jarnac ». La première assemblée générale a lieu huit mois plus tard, du 19 au 21 juin 1907, au temple protestant de l'Oratoire du Louvre, à Paris, que vient de rejoindre Wilfried Monod,.
Pierre Ducros, son fils, est consacré pasteur en 1926. Il commence son ministère dans le Nord minier. En 1938, il assiste à la fondation de l'Église réformée de France, qui réunit selon le vœu de son père l'Union des Églises réformées évangéliques (de tradition calviniste « orthodoxe »), l'Union nationale des Églises réformées (Union de Jarnac, unissant les paroisses « libérales » et modérées), présidée par André-Numa Bertrand, de l'Oratoire du Louvre, l'Union des Églises évangéliques libres (issues des Églises non-concordataires avant 1905) et l'Église méthodiste de France,. Durant la Seconde Guerre mondiale, Pierre Ducros réorganise clandestinement le scoutisme unioniste, interdit en zone occupé. Il rentre en 1954 en Charente, et rejoint la paroisse de Barbezieux-Saint-Hilaire, à 30 km au sud de Jarnac.
De 1954 à 1968, il est nommé pasteur de l'Oratoire du Louvre, au côté du pasteur Élie Lauriol. Il préside alors le Mouvement du christianisme social.

## Ouvrages
- A la découverte de notre Ouest charentais, 1942
- La Bible et la méthode historique, Libourne, impressions libournaise, 1945
- L'homme peut vivre sans foi, mais non sans pain, est-ce vrai ?, Société centrale évangélique, 1945
- Je n'ai pas besoin de Dieu, j'ai ma conscience, mais cela suffit-il ?, Société centrale évangélique, 1945
- Pourquoi suis-je chrétien ? protestant ? protestant libéral ? chrétien social ?
- A l'image de Dieu : la nature et le surnaturel, nos images de Dieu, image de Dieu et société humaine. Pasteurs Chateau, Mazel, Ducros.
- A qui le protestant obéit-il ? : autorité et liberté
- Croire ? Pourquoi ? Comment ?, 1971
- De la Genèse à l'Apocalypse à travers les livres bibliques : 3e édition
- Le Prophète Osée